# A sikoly
A sikoly (Skrik) Edvard Munch norvég expresszionista festő leghíresebb festménye. Az alkotás egy festménysorozat részeként készült, melyet Munch 1893 és 1910 közt festett.  A Természet sikolya (Der Schrei der Natur) című sorozat mindegyikén egy halálfélelmet kifejező alak látható a narancsszínű égbolt előtt. A Sikoly hátterében az Oslo-fjordot ábrázolta a művész, melyet Ekeberg felől festett meg, Oslóban.
Edvard Munch négy változatot készített. Az Oslói Nemzeti Galéria ebből két változatot őriz, ebből az egyik, mely 1893-ban készült, látható a képen. A Munch Múzeum egy másik festett változatot őriz 1910-ből, valamint egy pasztell verziót is 1893-ból. A három változat éveken keresztül nem került át máshová.
Az 1895-ből származó pasztellképet 2012. május másodikán a Sotheby aukciós ház bocsátotta aukcióba, ahol Leon Black bankár rekordösszeget, 119 922 500 amerikai dollárt fizetett érte. Korábban a Paul Cezanne francia festő által festett Kártyajátékosok kelt el 2011-ben 250 és 300 millió dolláros értéken egy privát értékesítés keretein belül.)   
A művész szintén 1895-ben készített a képről egy litográfiát. A litográfia másolataiból számos példány fennmaradt.
A festményt számos nagystílű műkincstolvaj próbálta megszerezni az idők folyamán, több-kevesebb sikerrel. 1994-ben a Nemzeti Galériában őrzött példányok egyikét sikerült eltulajdonítania egy tolvajnak. Több hónap elteltével került csak elő ezen festmény. 2004-ben a Sikoly és a Madonna című kép két példányát is ellopták, melyek két évvel később kerültek csak elő.
A mű eredeti német címén a Der Schrei der Natur, azaz a természet kiáltása vagy sikolya címet kapta szerzőjétől. A norvég skrik szót gyakran sikolyként fordítják, de a képet esetenként A Kiáltás címen is emlegetik.
Munch naplójában leírta a kép megalkotásának körülményeit:
„Egy este épp egy gyalogúton sétáltam, amikor a város az egyik oldalon volt, míg a fjord alatta. Fáradtnak és betegnek éreztem magam. Megálltam és elnéztem a fjord fölött, – a Nap éppen lemenőben volt, amikor az ég vérvörössé változott. Úgy éreztem, hogy egy sikoly préselődik ki a tájból és úgy tűnt számomra, mintha hallanám a sikoltást. Megfestettem a képet és a vérvörös felhőket. A színek szinte sikoltottak. Ez vált A sikollyá.”

## A kultúrában
A híres festmény a Bolondos dallamok – Újra bevetésen című filmben is látható.

## Fordítás
- Ez a szócikk részben vagy egészben  a   The Scream című angol Wikipédia-szócikk ezen változatának fordításán alapul.  Az eredeti cikk szerkesztőit annak laptörténete sorolja fel. Ez a jelzés csupán a megfogalmazás eredetét és a szerzői jogokat jelzi, nem szolgál a cikkben szereplő információk forrásmegjelöléseként.

## További információ
- A sikoly nagyítható digitális másolata a Google Art Project weboldalán (angolul)